# Corazón (canción de Titán)
«Corazón» es una canción interpretada por la banda  de rock mexicana Titán, que fue publicada en su EP de estudio titulado del mismo nombre (1997).

## Antecedentes
La canción fue escrita por Carole King, y es una oda repetitiva y minimalista al amor.
En el año 2000, se utilizó como parte del soundtrack de la película mexicana "Amores perros" (2000) junto con otros temas de rock en español más conocidos.

## Lista de canciones

### CD - Promo
| Corazón — Single |           |          |  |
| N.º              | Título    | Duración |  |
| 1.               | «Corazón» | 4:09     |  |

## Posiciones en las listas
| Listas (1998)                               | Posición |
| ------------------------------------------- | -------- |
| Estados Unidos Billboard Rock Latin Airplay | 65       |

## Premios y nominaciones
| Año  | Publicación | País | Lista                                 | Puesto |
| ---- | ----------- | ---- | ------------------------------------- | ------ |
| 2006 | Alborde     | EUA  | 500 canciones del Rock Iberoamericano | 413°   |